# Mimetus
Mimetus és un gènere d'aranyes araneomorfes de la família dels mimètids (Mimetidae). Fou descrit per primera vegada l'any 1832 per N. M. Hentz. Es troben en diversos continents (Àsia, Amèrica, Àfrica), però no a Europa. Són aranyes caçadores d'altres aranyes.

## Descripció i comportament
Els membres d'aquest gènere s'assemblen als terídids (Theridiidae) pel seu abdomen globular. La longitud de les potes anteriors és aproximadament 1.5-1.7 vegades les del parell de potes posterior.
Les seves preses són altres aranyes. No filen cap teranyina per caçar. Es mouen lentament apropant-se a la seva presa; de vegades envaeixen la teranyina de la seva víctima potencial, fent vibrar els fils per enganyar a la propietària. Ataca les seves víctimes mossegant les seves cames i les injecten una toxina. Es retira i espera que la presa quedi paralitzada; llavors s'acosta i se la menja xuclant-ne els fluids del cos.

## Espècie
Segons el World Spider Catalog amb data de 2017 conté les següents espècies:
- Mimetus aktius Chamberlin & Ivie, 1935 — EUA
- Mimetus arushae Caporiacco, 1947 — Tanzània
- Mimetus banksi Chickering, 1947 — Panamà
- Mimetus bifurcatus Reimoser, 1939 — Costa Rica
- Mimetus bigibbosus O. P.-Cambridge, 1894 — Mèxic, Panamà
- Mimetus bishopi Caporiacco, 1949 — Kènia
- Mimetus brasilianus Keyserling, 1886 — Brasil
- Mimetus caudatus Wang, 1990 — Xina
- Mimetus comorensis Schmidt & Krause, 1994 — I. Comoro
- Mimetus cornutus Lawrence, 1947 — Sud-àfrica
- Mimetus crudelis O. P.-Cambridge, 1899 — Guatemala
- Mimetus debilispinis Mello-Leitão, 1943 — Brasil
- Mimetus dimissus Petrunkevitch, 1930 — Puerto Rico, Antigua
- Mimetus eXinatus Wang, 1990 — Xina
- Mimetus epeiroides Emerton, 1882 — EUA
- Mimetus fernandi Lessert, 1930 — Congo
- Mimetus haynesi Gertsch & Mulaik, 1940 — EUA
- Mimetus hesPerús Chamberlin, 1923 — EUA
- Mimetus hieroglyphicus Mello-Leitão, 1929 — Brasil, Paraguai
- Mimetus hirsutus O. P.-Cambridge, 1899 — Mèxic
- Mimetus hispaniolae Bryant, 1948 — Hispaniola
- Mimetus indicus Simon, 1906 — Índia
- Mimetus insidiator Thorell, 1899 — Africa Occidental, São Tomé, Illes Canàries
- Mimetus keyserlingi Mello-Leitão, 1929 — Perú, Brasil
- Mimetus labiatus Wang, 1990 — Xina
- Mimetus laevigatus (Keyserling, 1863) — Des del Mediterrani a Àsia central
- Mimetus madacassus Emerit, 1996 — Madagascar
- Mimetus margaritifer Simon, 1901 — Malàisia
- Mimetus marjorieae Barrion & Litsinger, 1995 — Filipines
- Mimetus melanoleucus Mello-Leitão, 1929 — Brasil
- Mimetus monticola (Blackwall, 1870) — Sicília, Síria, Egipte
- Mimetus natalensis Lawrence, 1938 — Sud-àfrica
- Mimetus nelsoni Archer, 1950 — EUA
- Mimetus notius Chamberlin, 1923 — EUA
- Mimetus penicillatus Mello-Leitão, 1929 — Brasil
- Mimetus portoricensis Petrunkevitch, 1930 — Puerto Rico
- Mimetus puritanus Chamberlin, 1923 — EUA
- Mimetus rapax O. P.-Cambridge, 1899 — Costa Rica, Panamà
- Mimetus ridens Brignoli, 1975 — Filipines
- Mimetus rusticus Chickering, 1947 — Panamà
- Mimetus ryukyus Yoshida, 1993 — Taiwan, I. Ryukyu
- Mimetus saetosus Chickering, 1956 — Panamà
- Mimetus sinicus Song & Zhu, 1993 — Xina
- Mimetus strinatii Brignoli, 1972 — Sri Lanka
- Mimetus syllepsicus Hentz, 1832 — EUA, Mèxic
- Mimetus syllepsicus molestus Chickering, 1937 — Mèxic
- Mimetus testaceus Yaginuma, 1960 — Xina, Corea, Japó
- Mimetus tillandsiae Archer, 1941 — EUA
- Mimetus triangularis (Keyserling, 1879) — Perú, Brasil
- Mimetus trituberculatus O. P.-Cambridge, 1899 — Panamà
- Mimetus tuberculatus Liang & Wang, 1991 — Xina
- Mimetus variegatus Chickering, 1956 — Panamà
- Mimetus verecundus Chickering, 1947 — Panamà
- Mimetus vespillo Brignoli, 1980 — Sulawesi

### Fòssils
Segons el World Spider Catalog versió 19.0 (2018), existeixen les següents espècies fòssils:
- †Mimetus bituberculatus Wunderlich, 1988
- †Mimetus brevipes Wunderlich, 2004
- †Mimetus longipes Wunderlich, 2004